# Slalomvärldsmästerskapen i kanotsport 1967
Slalomvärldsmästerskapen i kanotsport 1967 anordnades i Lipno nad Vltavou, Tjeckoslovakien. 

## Medaljsummering

### Medaljtabell
| Pl.    | Nation          | Guld | Silver | Brons | Totalt |
| ------ | --------------- | ---- | ------ | ----- | ------ |
| 1      | Östtyskland     | 4    | 3      | 2     | 9      |
| 1      | Tjeckoslovakien | 4    | 3      | 2     | 9      |
| 3      | Västtyskland    | 1    | 2      | 3     | 6      |
| 4      | Storbritannien  | 0    | 1      | 0     | 1      |
| 5      | Frankrike       | 0    | 0      | 1     | 1      |
| 5      | Schweiz         | 0    | 0      | 1     | 1      |
| Totalt | Totalt          | 9    | 9      | 9     | 27     |

### Herrar
| Gren    | Guld | Poäng  | Silver | Poäng  | Brons | Poäng  |
| C-1     | Wolfgang Peters (FRG)                                                                                   | 318,05 | Harald Cuypers (FRG)                                                                                           | 340,57 | Karel Kumpfmüller (TCH)                                                                                                 | 341,92 |
| C-1 lag | Tjeckoslovakien Karel Kumpfmüller Bohuslav Pospíchal Petr Sodomka                                       | 519,07 | Östtyskland Jürgen Köhler Jochen Förster Manfred Schubert                                                      | 566,00 | Västtyskland Harald Cuypers Wolfgang Peters Otto Stumpf                                                                 | 678,85 |
| C-2     | Tjeckoslovakien Miroslav Stach Zdeněk Valenta                                                           | 279,99 | Tjeckoslovakien Milan Horyna Václav Janoušek                                                                   | 293,26 | Tjeckoslovakien Ladislav Měšťan Zdeněk Měšťan                                                                           | 300,40 |
| C-2 lag | Östtyskland Ulrich Hippauf & Willi Landers Siegfried Lück & Jürgen Noak Günther Merkel & Manfred Merkel | 416,68 | Tjeckoslovakien Milan Horyna & Václav Janoušek Ladislav Měšťan & Zdeněk Měšťan Miroslav Stach & Zdeněk Valenta | 420,15 | Västtyskland Gere Glück & Klaus Nenninger Manfred Heß & Wolfgang Wenzel Karl-Heinz Scheffer & Heinz-Jürgen Steinschulte | 525,57 |
| K-1     | Jürgen Bremer (GDR)                                                                                     | 272,56 | David Mitchell (GBR)                                                                                           | 284,90 | Hans Hunziker (SUI) | 285,05 |
| K-1 lag | Östtyskland Jürgen Bremer Christian Döring Volkmar Fleischer                                            | 392,02 | Västtyskland Eugen Weimann Günther Beck Peter Trojovsky                                                        | 432,12 | Frankrike Claude Lutz Jean-Louis Olry Claude Peschier                                                                   | 467,54 |

### Mixed
| Gren | Guld                                             | Poäng  | Silver                                | Poäng  | Brons                             | Poäng  |
| C-2  | Tjeckoslovakien Jaroslava Krčálová Milan Svoboda | 367,65 | Östtyskland Erika Uhlig Horst Wängler | 391,26 | Östtyskland Edith Grabo Uwe Franz | 395,06 |

### Damer
| Gren    | Guld                                                  | Poäng  | Silver                                                           | Poäng  | Brons                                                    | Poäng  |
| K-1     | Ludmila Polesná (TCH)                                 | 326,68 | Lia Merkel (GDR)                                                 | 347,03 | Bärbel Richter (GDR)                                     | 360,47 |
| K-1 lag | Östtyskland Bärbel Richter Dagmar Sickert Helga Luber | 870,90 | Tjeckoslovakien Jana Zvěřinová Bohumila Kapplová Ludmila Polesná | 876,64 | Västtyskland Bärbel Körner Heide Schröter Kirsten Stumpf | 938,35 |